# Кадейан-Трашер
Кадейа́н-Траше́р (фр. Cadeilhan-Trachère, окс. Cadelha e Trashèrra) — коммуна во Франции, находится в регионе Юг — Пиренеи. Департамент — Верхние Пиренеи. Входит в состав кантона Вьель-Ор. Округ коммуны — Баньер-де-Бигор.
Код INSEE коммуны — 65117.

## География

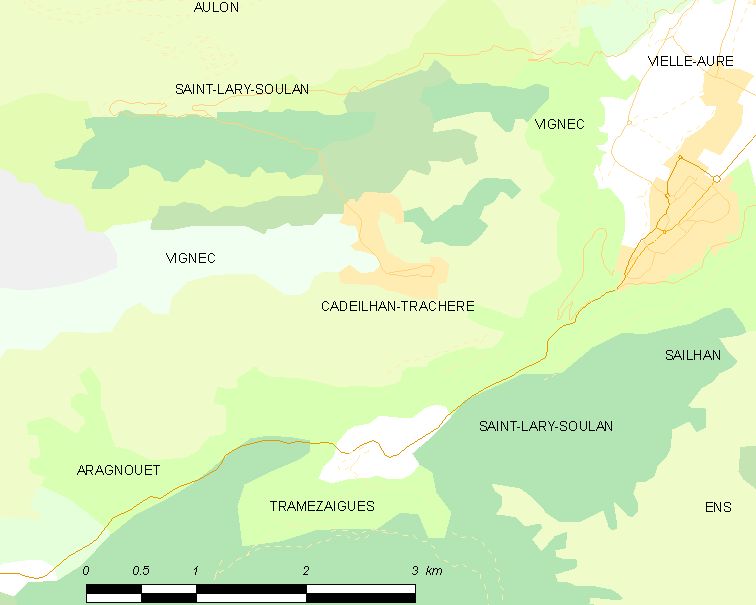
Карта коммуны

Коммуна расположена приблизительно в 690 км к югу от Парижа, в 130 км юго-западнее Тулузы, в 50 км к юго-востоку от Тарба.
По территории коммуны протекает река Нест-д’Ор.

## Климат
Климат умеренно-океанический с солнечной тёплой погодой и обильными осадками на протяжении практически всего года.

## Население
Население коммуны на 2010 год составляло 45 человек.
| 1962 | 1968 | 1975 | 1982 | 1990 | 1999 | 2010 |
| ---- | ---- | ---- | ---- | ---- | ---- | ---- |
| 75   | 68   | 42   | 39   | 47   | 55   | 45   |

## Администрация
| Период | Период | Фамилия  | Партия | Примечания |
| ------ | ------ | -------- | ------ | ---------- |
| 2001   | 2020   | Жан Брён |        |            |

## Экономика
В 2010 году среди 28 человек трудоспособного возраста (15-64 лет) 20 были экономически активными, 8 — неактивными (показатель активности — 71,4 %, в 1999 году было 74,3 %). Из 20 активных жителей работали 19 человек (9 мужчин и 10 женщин), безработным был 1 мужчина. Среди 8 неактивных 0 человек были учениками или студентами, 6 — пенсионерами, 2 были неактивными по другим причинам.

## Достопримечательности
- Церковь Св. Власия
- Часовня Нотр-Дам-де-Питье